# Умовний неприятель

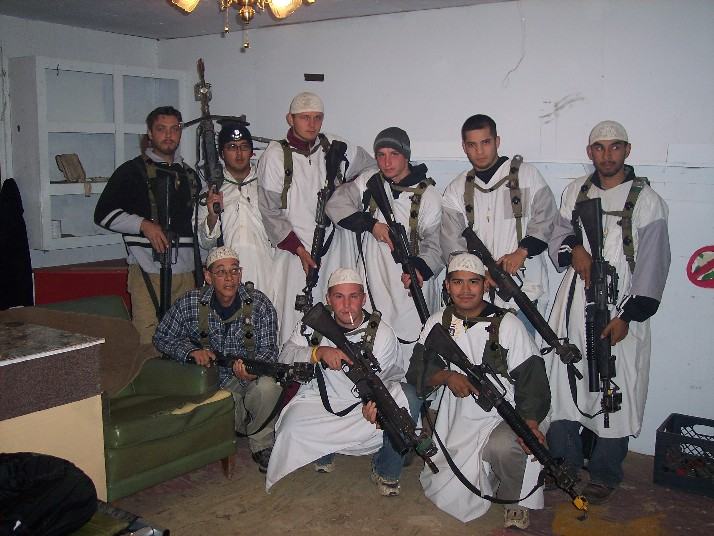
Солдати «сил противника» США грають роль іракських повстанців у Форт-Полк, штат Луїзіана.

Умовний неприятель (також «сили супротивника», англ. opposing force, скорочено OPFOR) — це військове формування, що представляє супротивника у сценаріях військових навчань. Схожий за змістом термін — ескадрилья агресора — використовується деякими військово-повітряними силами.
На базовому рівні військовий підрозділ може служити «протиборчою силою» у конкретному сценарії, відрізняючись від своїх «противників» лише поставленими перед ним цілями. Проте великі армії зазвичай містять спеціалізовані групи, навчені тому, щоб точно відтворювати реальних ворогів, щоб забезпечити реалістичніший досвід у військових іграх (навчаннях). У той же час, щоб уникнути дипломатичних конфліктів у разі вказівки реальної нації як ймовірного ворога, у навчальних сценаріях часто використовуються вигадані країни, але з військовими характеристиками, схожими на очікуваного реального противника.
Сполучені Штати мають Національний навчальний центр Форт-Ірвін із приписаним до нього 11-м бронекавалерійським полком, який виконує роль OPFOR. Об'єднаний навчальний центр готовності (JRTC) у Форт-Полк — ще один великий навчальний полігон, зазвичай призначений для підрозділів легкої піхоти, де роль OPFOR грає 1-й батальйон 509 повітряно-десантного піхотного полку. Об'єднаний центр підготовки до маневрів армії (JMRC, в Хоенфельсі, Баварія, Німеччина) використовує 1-й батальйон 4-го піхотного полку як OPFOR. Інші основні підрозділи включають Першу армію Сполучених Штатів, що складається з 16 навчальних бригад, які часто служать як OPFOR.

## Склад та озброєння

### Сполучені Штати

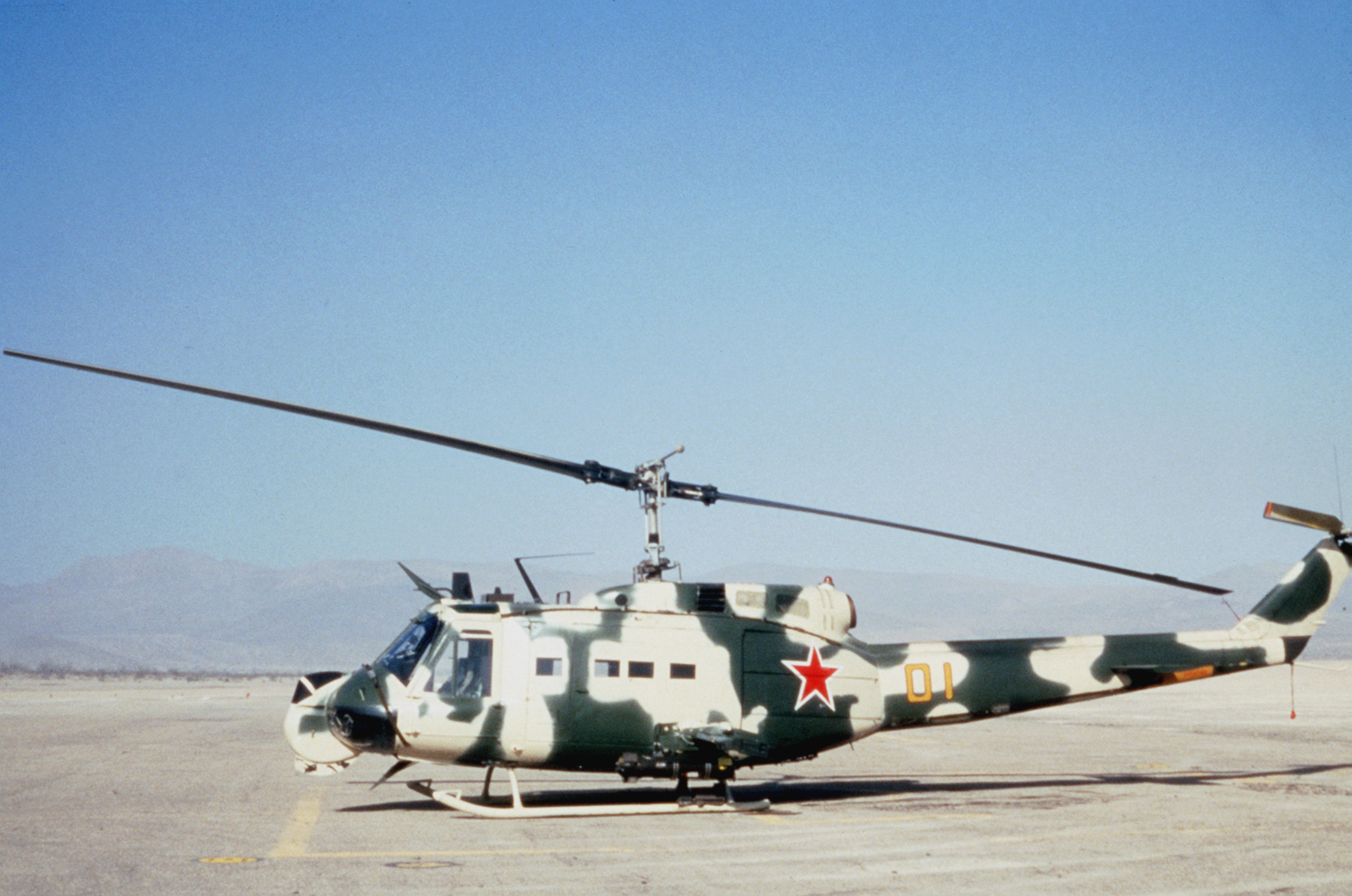
UH-1H імітує Мі-24 у Форт-Ірвіні у 1985 році.

Наразі є три основні навчальні центри, в яких використовуються підрозділи OPFOR для армії США :
- Національний навчальний центр або NTC у Форт-Ірвіні, Каліфорнія, базовим підрозділом є 11-й бронекавалерійський полк (Blackhorse)[2]
- Об'єднаний навчальний центр готовності або JRTC у Форт-Полк, штат Луїзіана, базовим підрозділом є 1-й батальйон 509-го парашутно-піхотного полку (Джеронімос)[3]
- Об'єднаний багатонаціональний центр готовності або JMRC (раніше відомий як Навчальний центр бойових маневрів або CMTC) в Хоенфельсі, Німеччина[4] — базовий підрозділ — 1-й батальйон 4-го піхотного полку (окремий).

Різні військові об'єкти або основні підрозділи США мають власні місцеві версії «сил противника», що використовуються для навчань. У спільних австралійсько-американських військових навчаннях «Крокодил '03» брали участь протиборчі сили під керівництвом Австралії, в яких солдати з низки австралійських підрозділів працювали разом із контингентом Корпусу морської піхоти США.
Декілька підрозділів сил оборони конкретних штатів служили підрозділами OPFOR під час навчання Національної гвардії. Військовий резерв штату Каліфорнія, Сили оборони штату Джорджія та Нью-Йоркська гвардія надали свої послуги як OPFOR своїм колегам з Національної гвардії. У 2018 році Сили оборони штату Джорджія створили батальйон OPFOR для надання допомоги солдатам Національної гвардії у підготовці перед розгортанням.

#### Звання та відзнаки
У період холодної війни «сили неприятеля» використовували власні знаки розрізнення звань, що нагадували радянські (тонкі горизонтальні смуги — єфрейтор і молодший сержант, товсті горизонтальні — сержанти, тонкі вертикальні з п'ятикутниками — офіцери, товсті вертикальні з п'ятикутниками — підполковник і полковник). Крім того, офіцери та генерали часом носили яскраві нашивки на комірах і рукавах. У зв'язку зі зміною міжнародної обстановки у 1990-ті роки від системи у «радянському» стилі відмовилися.
Сучасна система звань та знаків розрізнення «сил противника» в США нагадує знаки відмінності чинної армії з невеликими змінами: у генералів — комбінація схрещених шабель та 7-кінцевого листа (знак розрізнення майора в армії США), у офіцерів від майора до полковника — від 1 до 3-х 7-кінцевих листів, від 2-го лейтенанта до капітана — від 1 до 3 вертикальних прямокутників (знак розрізнення 2-го лейтенанта в армії США — горизонтальний прямокутник), у солдатів і сержантів шеврони перевернуті на 180 градусів, а замість зірок на них використовуються кола та 7-кінцеве листя.
Іноді «сили неприятеля» носять уніформу, колір якої навмисно відрізняється від звичайного кольору форми ЗС США.

### Франція
У французькій армії FORAD (FORce ADverse, ворожа сила) використовується для навчання армії як у Центрі бойової підготовки (CENTAC) у Майї-ле-Кам, так і в Centre d'entraînement aux action en zone urbaine (CENZUB, Навчальний центр військових дій у міських межах). Списані танки АМХ-30 використовувалися для імітації радянських Т-72 до 2018.

### Інші країни
Спеціальні «сили умовного супротивника» існують у низці навчальних центрів збройних сил Великобританії, Австралії, Південної Кореї (в останньому випадку вони імітують сили КНДР).

## Галерея

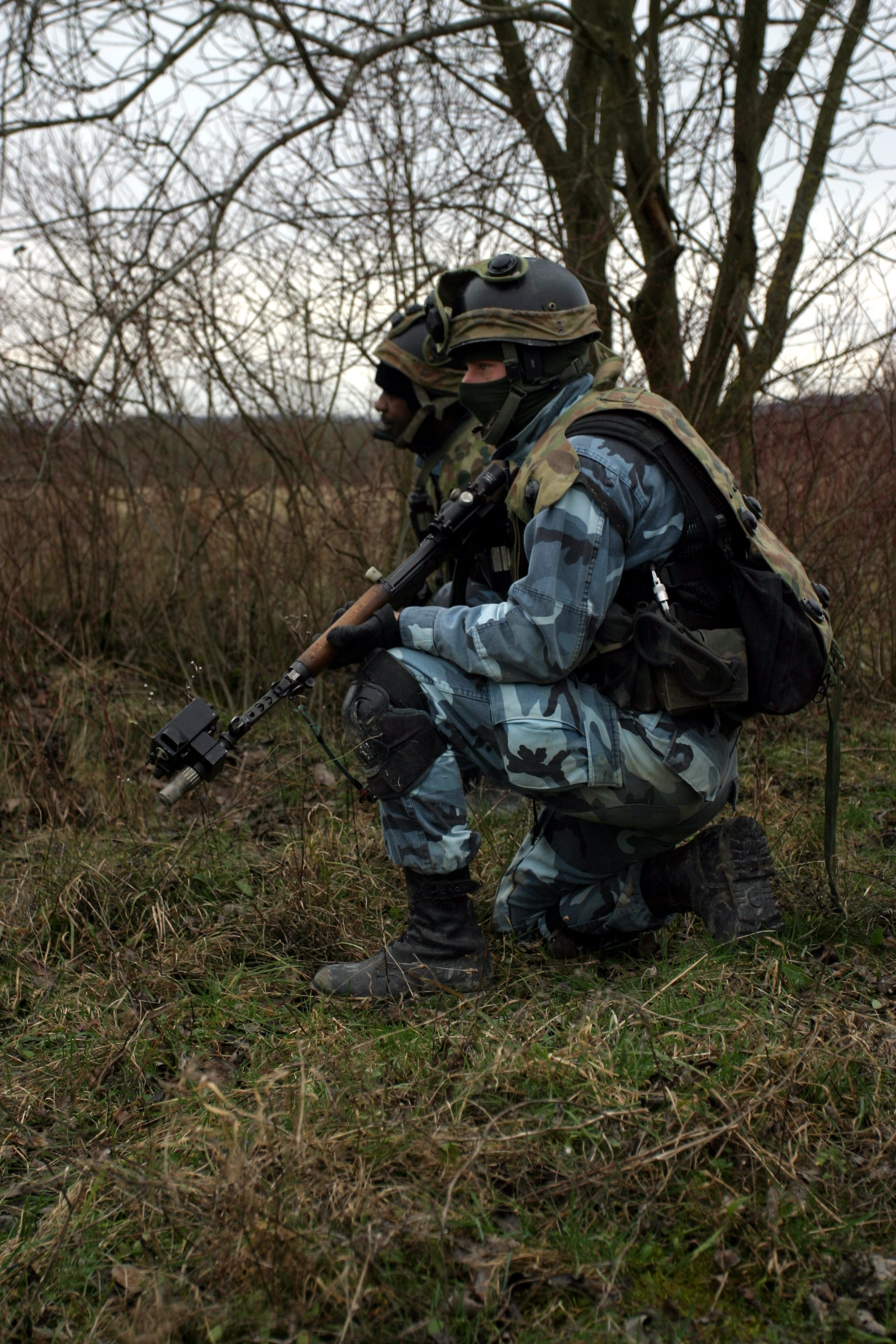
Снайпер французьких «сил противника» у навчальному центрі CENZUB. Камуфляжний візерунок відрізняється від типових для французької армії.
Солдати 4-го піхотного полку у формі «сил противника» армії США (бойова форма чорного кольору з оливковим текстом "OPFOR" на плечі)
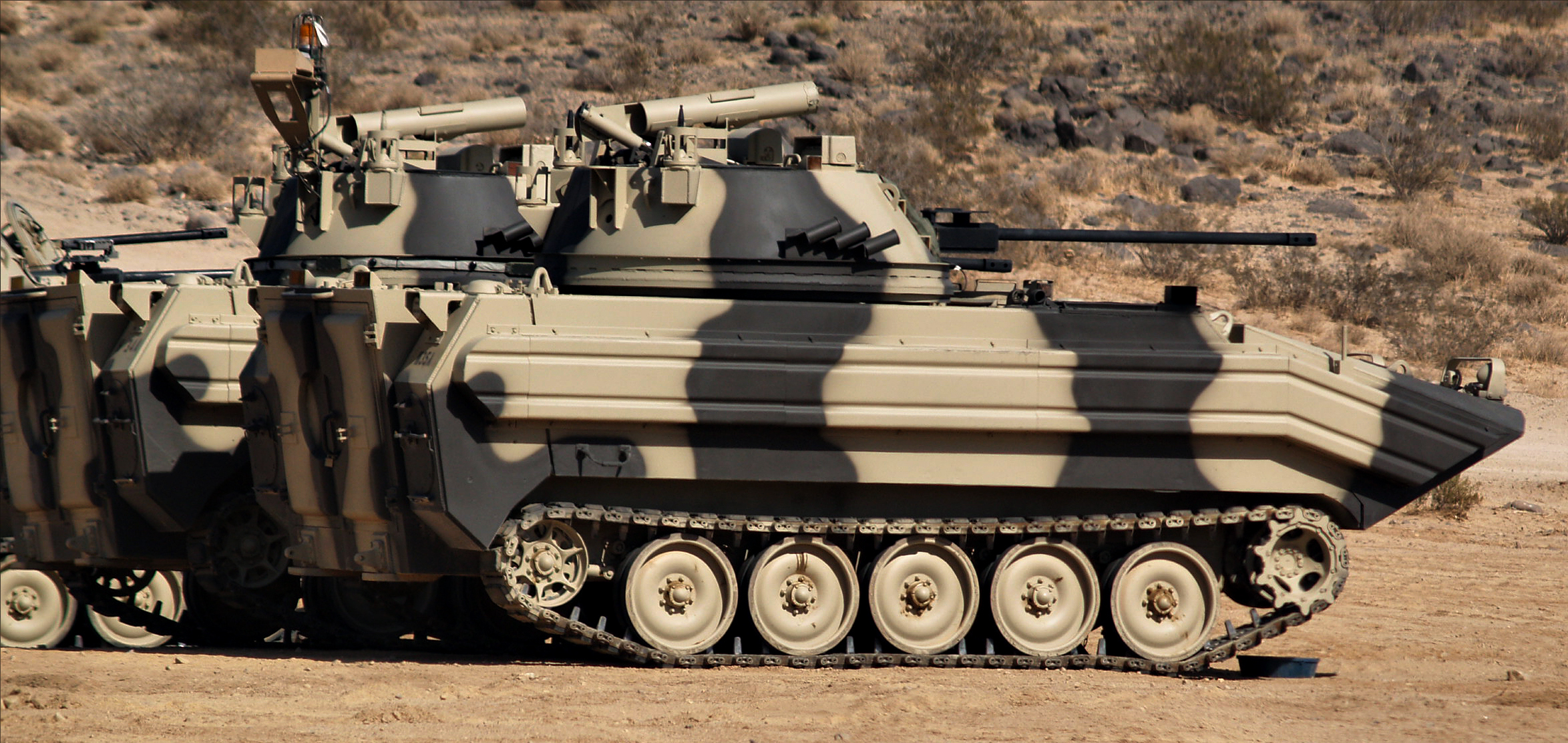
OSV, що імітує радянську БМП у NTC, Форт-Ірвін, Каліфорнія.
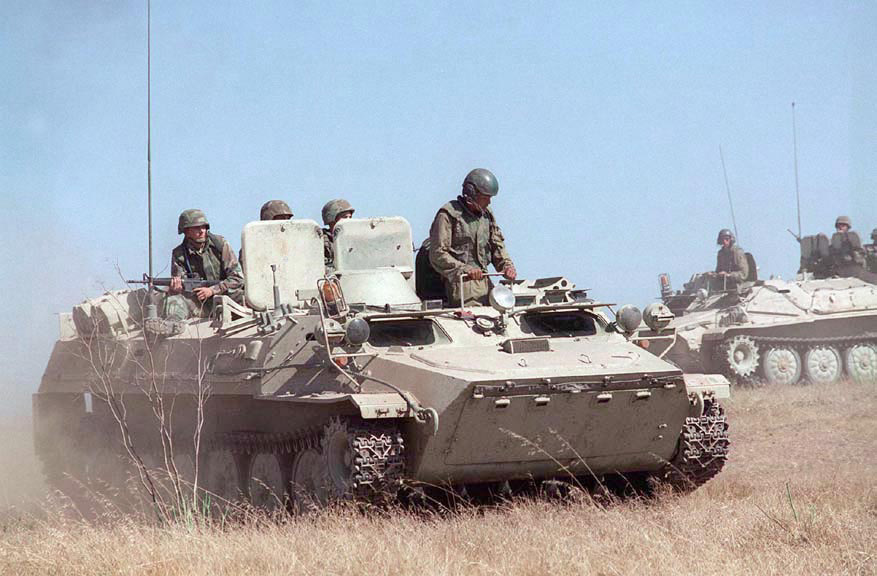
Морські піхотинці США використовують колишню радянську машину МТ-ЛБ у складі ОПФОР під час навчань.
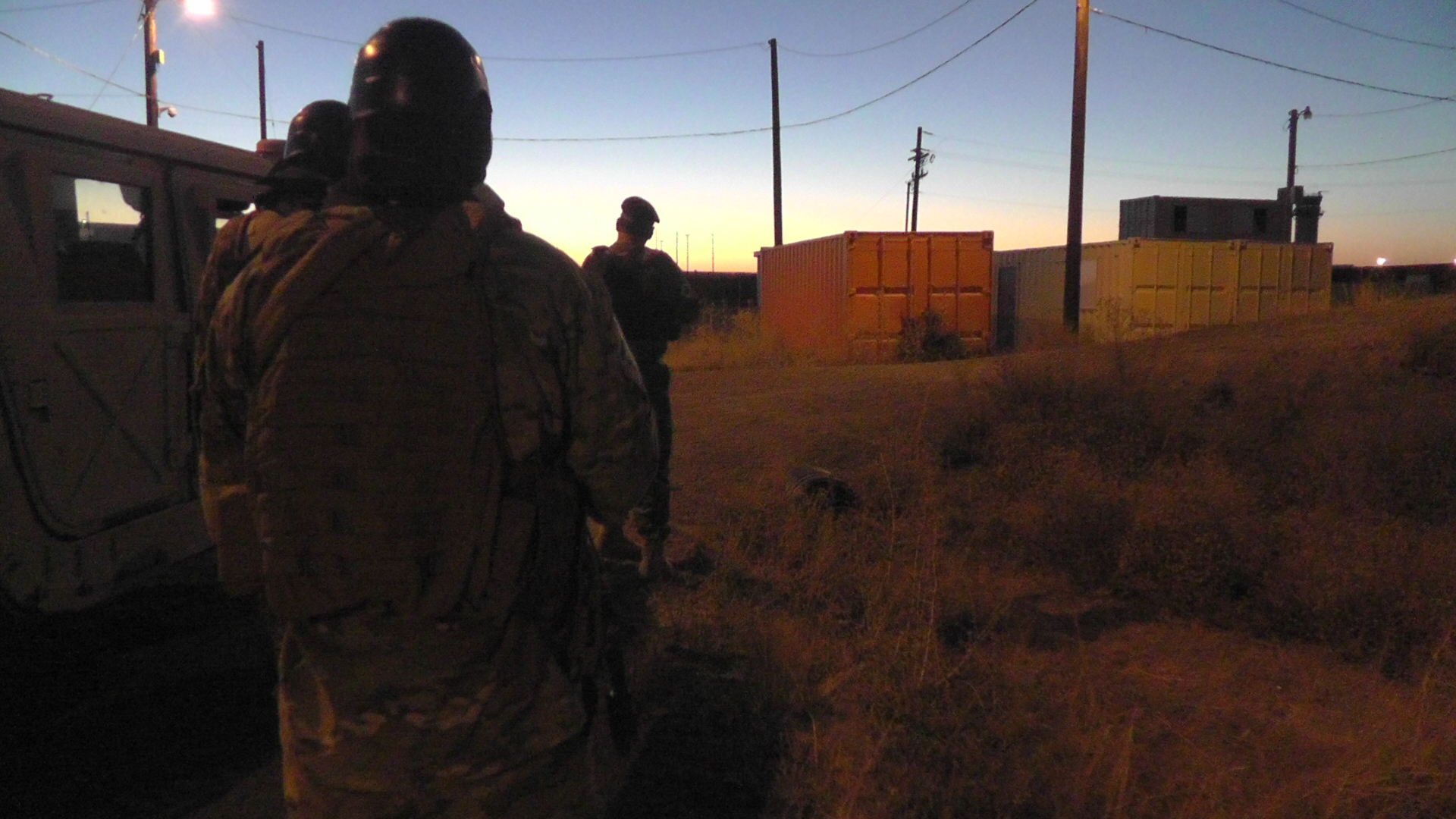
Навчання ОПФОР у 2012 р.
Сучасні відзнаки полковника «сил противника» в армії США
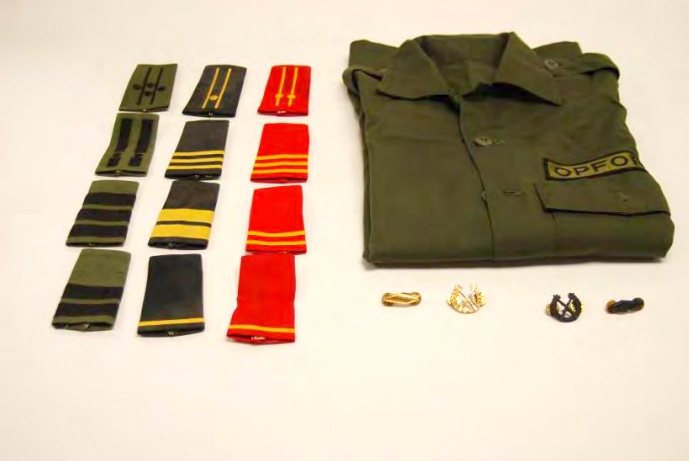
Знаки відмінності та уніформа «сил противника» США в період «холодної війни»